# Benthana albomarginata
Benthana albomarginata là một loài chân đều trong họ Philosciidae. Loài này được Lemos de Castro miêu tả khoa học năm 1958.